# 312 y 314 East 53rd Street

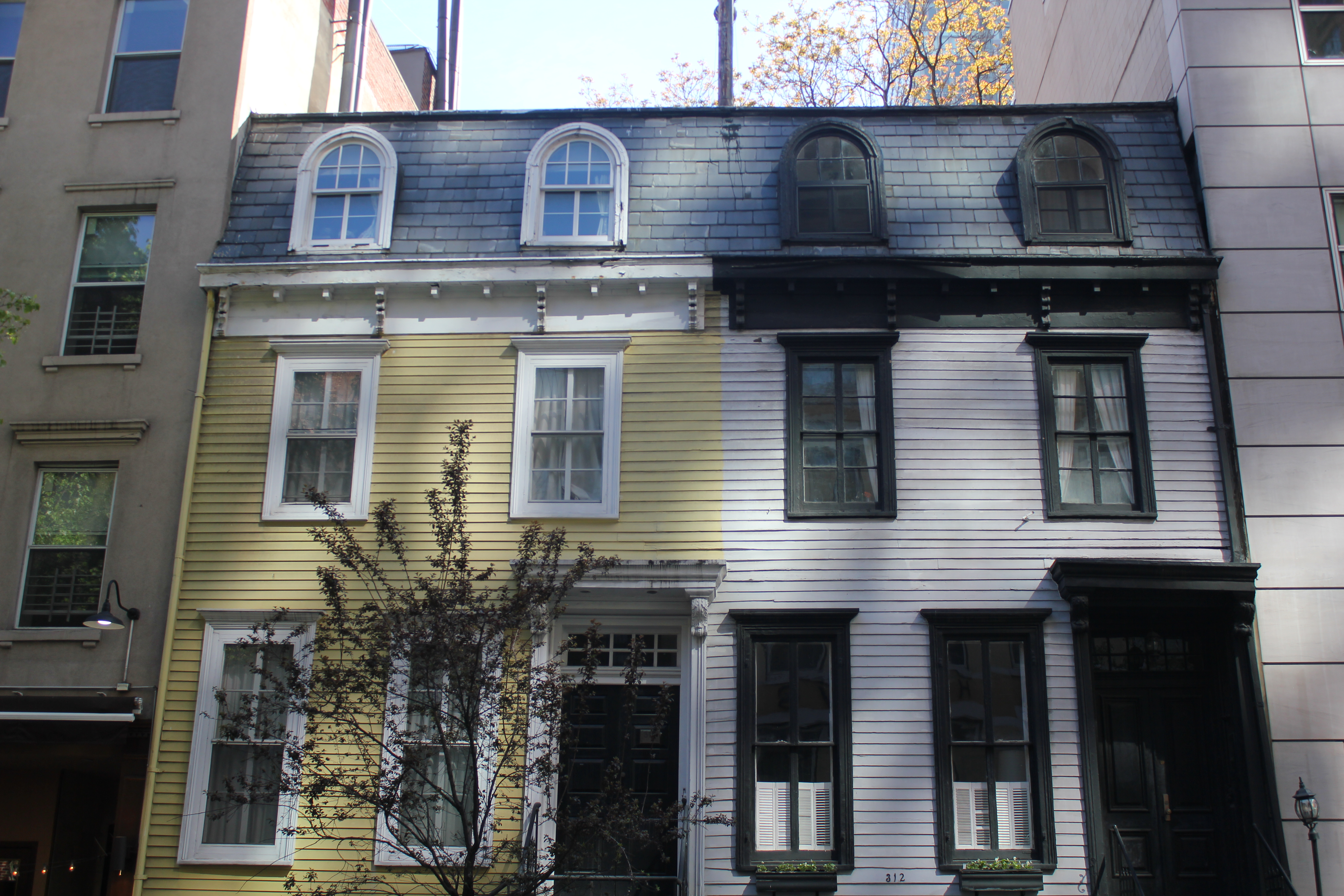
314 East 53rd Street (izquierda) y 312 East 53rd Street (derecha)

312 y 314 East 53rd Street son dos casas adosadas de madera en la calle 53, entre la Primera Avenida y la Segunda Avenida, en el vecindario Turtle Bay de Manhattan en Nueva York (Estados Unidos). Ambas fueron diseñadas por Robert y James Cunningham con detalles del Segundo Imperio francés y detalles de estilo italiano. Son dos de las siete residencias de madera que quedan en el East Side de Manhattan al norte de la calle 23.
Constan de tres pisos sobre un sótano de ladrillo elevado. En ambas la fachada del primer piso es asimétrica, con dos ventanas a la izquierda de una puerta de entrada. El segundo piso es simétrico, con dos ventanas, mientras que el techo amansardado sobre ambas casas tiene dos buhardillas. Las áreas interiores difieren ligeramente, siendo el número 314 un poco más grande que el número 312.

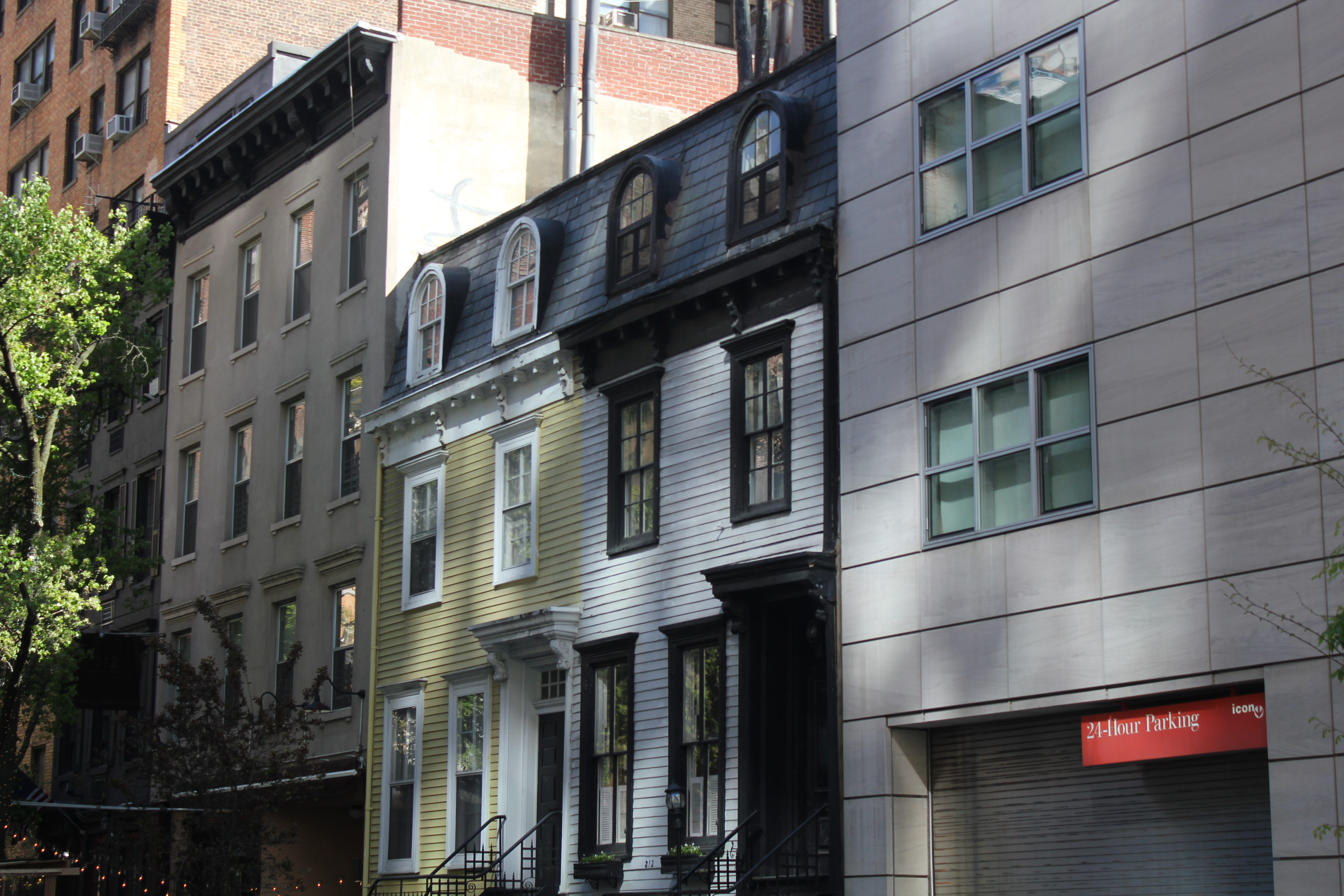
Vista desde el oeste, con el edificio de apartamentos más nuevo a la derecha

Los Cunningham construyeron las casas entre 1865 y 1866 justo cuando se promulgaron nuevos códigos de incendios en el vecindario, lo que impidió la construcción de nuevos edificios de madera. Ambas eran probablemente desarrollos especulativos, ya que ninguno de los dos Cunningham residía en ninguna de las dos. Los residentes a lo largo de los años han incluido al cofundador del New York City Ballet, Lincoln Kirstein, la artista Muriel Draper y el bailarín Paul Draper en el número 312, así como al escritor Edmund Wilson en el número 314. La Comisión de Preservación de Monumentos Históricos de la Ciudad de Nueva York designó el número 312 como un lugar emblemático de la ciudad en 1968. El número 314 también se consideró como un hito en la década de 1960, pero no se designó de manera similar hasta 2000.

## Sitio
Las casas en 312 y 314 East 53rd Street están en el vecindario Turtle Bay de Manhattan en Nueva York. Ocupan la acera sur de la calle 53, en el medio de la cuadra entre la Primera Avenida al este y la Segunda Avenida al oeste. Ambas tienen un frente de 5,5 m de largo de la calle 49. Cada parcela tiene un área de unos 168 m² y una profundidad de 30,5 m. Los edificios y lugares cercanos incluyen la Casa de huéspedes Rockefeller, una cuadra al suroeste, 303 East 51st Street, dos cuadras al sur, y Neighborhood Playhouse School of the Theatre y East 54th Street Bath and Gymnasium, una cuadra al norte.
Hasta mediados del siglo XIX, lo que ahora es Turtle Bay estaba relativamente subdesarrollado, ya que era de difícil acceso desde el Lower Manhattan. La manzana de la ciudad que contenía las dos casas estaba dentro de la granja de David Devore, que a su vez estaba atravesada por Eastern Post Road. Turtle Bay se desarrolló con fábricas y residencias a partir de mediados del siglo XIX. El bloque se subdividió en lotes en 1830, pero la carretera no se cerró hasta 1852. Las casas en 312 y 314 East 53rd Street se construyeron dentro del antiguo camino de la carretera, lo que llevó a sus inusuales dimensiones de lote.

## Diseño
312 y 314 East 53rd Street son casas de madera idénticas diseñadas por Robert y James Cunningham con detalles Segundo Imperio y estilo italiano. Son dos de las siete casas de madera que quedan en el East Side de Manhattan al norte de la calle 23. Tienen paredes laterales de ladrillo para protegerse parcialmente contra incendios. Si bien las estructuras de madera en Manhattan habían sido prohibidas a fines del siglo XIX, las casas en 312 y 314 East 53rd Street fueron protegidas por los códigos de incendio actualizados. Según los códigos posteriores del Departamento de Edificios de Nueva York, los edificios no ignífugos no tenían que contener "precauciones extraordinarias" si no albergaban a más de dos familias.
312 y 314 East 53rd Street contienen sótanos elevados revestidos de ladrillo. Las entradas a ambas casas están en el lado derecho (oeste) y se accede a ambas por escalinatas. Los escalones tienen peldaños y barandas de metal, así como una verja de hierro forjado y un portón a nivel de la acera. Frente a cualquiera de las casas, la escalinata asciende desde el lado izquierdo de la casa, paralela a la acera, luego gira en un ángulo de 90 grados hacia la entrada.
El primer piso de ambas casas es asimétrico, con la entrada en el lado derecho de cada casa, así como dos ventanas de doble guillotina en el lado izquierdo. Encima de la puerta de entrada de madera de cualquiera de las casas hay una ventana de vidrio en el espejo de popa con una cuadrícula de dos por cinco de luces en el espejo de popa. Las ventanas del primer piso tienen montantes verticales que están pensados para parecerse a las ventanas abatibles. En el segundo piso de cada casa hay dos ventanas, que están alineadas simétricamente. En ambos pisos de cada casa, las ventanas están rodeadas por molduras simples, y los dinteles encima de cada ventana se proyectan hacia afuera. Una cornisa sostenida por ménsulas corre por encima del segundo piso de cada casa. Las casas comparten un techo abuhardillado. La porción del techo de cada casa contiene dos ventanas abuhardilladas simétricamente alineadas con capuchas semicirculares. En el número 314, se han reemplazado las buhardillas y el techo de pizarra originales, pero las casas conservan gran parte de su apariencia original. The New York Times describió las buhardillas como "como si pertenecieran a una casa de muñecas".
Los interiores son asimétricos en área; el número 312 tiene una superficie bruta de 211 m² y el número 314 tiene una superficie bruta de 263,5 m². El número 314 tiene tres dormitorios y un patio trasero de 84 m². El número 312 también tiene tres dormitorios, así como un patio trasero de dos niveles de 110 m². Dentro del número 312 hay una cocina y un comedor en el sótano; una biblioteca, sala y vestíbulo en el primer piso; dos dormitorios, una oficina y un baño en el segundo piso; y un dormitorio principal con cinco placares y un baño en el último piso.

## Historia

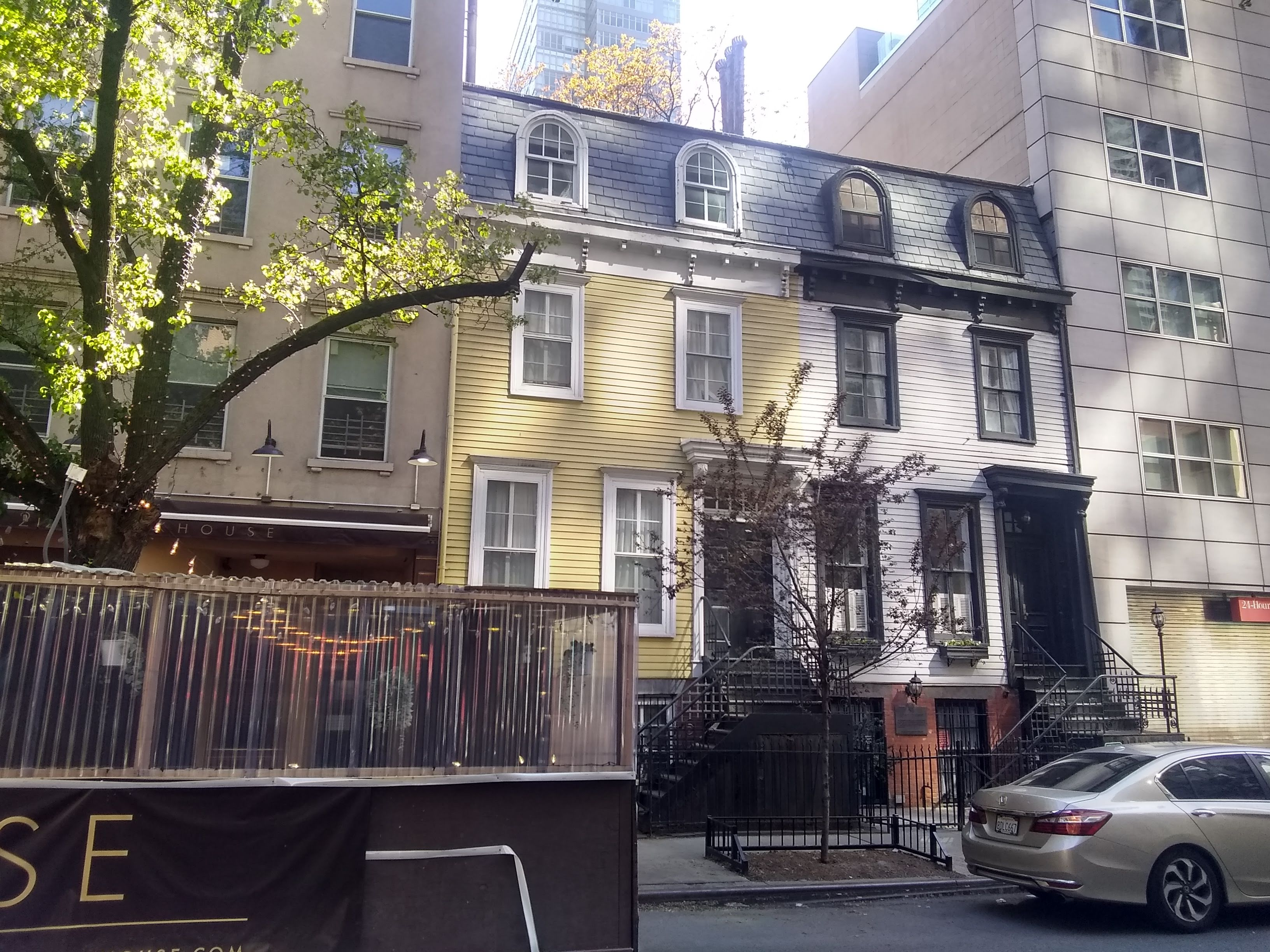
Visto desde el este

A medida que se desarrolló Manhattan, las casas de madera fueron a menudo las primeras estructuras que se construyeron en un área determinada. Sin embargo, como sufrían muchos incendios, a menudo eran reemplazadas por edificios de mampostería a prueba de fuego. Tras numerosos incendios importantes, el gobierno de la ciudad de Nueva York designó una "línea de fuego" a lo largo de la isla de Manhattan, al sur de la cual no se pudieron erigir nuevos edificios de madera. Esta línea, inicialmente designada en la calle 14, se trasladó al norte varias veces durante el siglo XIX. La línea de fuego se trasladó a la calle 86 en 1866, lo que habría colocado los sitios de 312 y 314 East 53rd Street bajo las nuevas restricciones.
En octubre de 1865, el constructor Robert Cunningham y el contratista James Cunningham compraron los lotes en 312-316 East 53rd Street. Se desconoce si los dos hombres estaban relacionados. En ese momento, los lotes contenían un establo y un complejo de talleres. Los Cunningham construyeron dos casas de madera en 312 y 314 East 53rd Street, que se completaron en 1866, justo cuando se reubicó la línea de fuego. En consecuencia, estuvieron entre las últimas estructuras de madera que se construyeron en la zona. Es probable que las casas fueran desarrollos especulativos construidos antes de los posibles inquilinos, ya que ninguno de los dos Cunningham residía en las casas. Los primeros inquilinos registrados en fueron el notario y ministro Charles Nanz, que vivía en el número 312, y el contratista Thomas Taylor, que vivía en el número 314.
Según el censo de Estados Unidos de 1870, se registró que veinte personas vivían detrás de ambas casas. El acceso a la parte trasera de las casas fue a través del lote en 316 East 53rd Street, que se desarrolló en 1871 con una vivienda. El lechero Francis Lahey compró 314 y 316 East 53rd Street en 1872, viviendo en el número 314 y usando los establos traseros por su cuenta. Lahey vendió sus propiedades en 1883 al empresario de pompas fúnebres Bernhard Kolb, quien utilizó las estructuras traseras como garaje. Kolb presentó planes para alteraciones a 312 y 316 East 53rd Street en 1887, que consiste en una extensión de dos pisos y 18 por 12 pies en la parte trasera del número 312, así como la eliminación de parte de la pared trasera del número 316. Por esa época, Elle Crawford residía en el número 312.

### Principios y mediados delsigloXX
No se hicieron otros cambios significativos a las dos casas hasta junio de 1909, cuando las propiedades se vendieron a cambio parcial por un edificio de apartamentos; el nuevo propietario continuó alquilando la propiedad. Se registró que Isidor Blumenkrohn en octubre de 1909 vendió las casas a Adolph Steinhart. En 1910, Uhlfelder y Weinberg compraron las casas. Los establos en la parte trasera fueron demolidos alrededor de 1921, según las solicitudes de demolición presentadas alrededor de esa fecha. Ambas casas fueron vendidas en 1924 por Matteo Cassamissiama a Isaac Albert, quien las vendió rápidamente a Sophia Diamone.
En algún momento a mediados del siglo XX, el número 312 fue el hogar de Lincoln Kirstein, quien más tarde cofundó el New York City Ballet. La artista Muriel Draper se trasladó al número 312 a finales de la década de 1920, junto con su hijo, el bailarín Paul Draper. Su vecino era el escritor Edmund Wilson, que alquiló el número 314 en 1932 por 50 dólares al mes. En ese momento, Wilson estaba de duelo por la muerte de su esposa Margaret, y decidió establecerse en lo que él consideraba una residencia destartalada. Wilson a veces permitía que sus amigos durmieran en el sótano, incluido el poeta T. S. Eliot, que pasó la noche en mayo de 1933. Wilson le dijo a F. Scott Fitzgerald que disfrutaba "sin portero, sin teléfono" y le escribió a John Dos Passos sobre el jardín. Wilson se había mudado del número 314 a mediados de 1935; esa casa fue alquilada a Paul A. Kaylor en junio de 1935, y Gladys Pratt arrendó esa unidad en marzo siguiente. El número 312 fue alquilado a Dorothy MacKnight en 1935 y fue alquilado por Don Russeau Inc. en 1937.
En mayo de 1952, se registró que el número 312 había sido vendido por Margretta Cort a Perdita Schaffner. Casi al mismo tiempo, el agente literario John Schaffner fue registrado como el nuevo propietario del número 312. Según un artículo de un periódico de 1969, la casa había costado 41 000 dólares, pero según The New York Times, la casa había costado alrededor de 85 000 dólares. Ese octubre, Francis Robinson vendió el número 314 a Irving Fisher. La vitrina Cecilia Staples se trasladó al número 314 en 1961. El Times describió la fachada del número 314 como pintada de un "rosa impactante", mientras que el interior también albergaba "un Weimaraner, un pug, un guacamayo, un pájaro myna, dos tortugas y dieciocho peces de colores".

### Finales delsigloXXhasta la actualidad
La Comisión de Preservación de Monumentos Históricos de Nueva York (LPC), creada en 1965, consideró ambas casas de madera para la protección de lugares emblemáticos poco después de su creación. En ese momento, un desarrollador estaba comprando la esquina sureste de Second Avenue y 53rd Street, con la intención de construir un complejo de apartamentos. La LPC celebró audiencias históricas para ambas cámaras durante diciembre de 1966 y enero de 1967. John Schaffner solicitó que se conservara su casa en el número 312, ya que había rechazado una oferta de 185 000 dólares. Como resultado, 312 East 53rd Street fue designado como un hito de la ciudad el 12 de octubre de 1968, bloqueando efectivamente el montaje del sitio para el apartamento propuesto. El vecino de Schaffner en 314 East 53rd Street, Donald Parson Jr., quería vender la propiedad y no estaba interesado en la designación. El LPC no designó 314 East 53rd Street en ese momento, a pesar de que otras estructuras, como Grand Central Terminal, habían sido designadas como puntos de referencia por oposición de sus propietarios.
En abril de 1969, Parson vendió la escritura de 314 East 53rd Street a Daisy H. Lewis, quien la revendió a Stephen R. Reiner en julio. Luego, Reiner vendió el número 314 en 1982 a Robert K. Marceca, que operaba la empresa inmobiliaria RKM Enterprises. Bajo la ocupación de RKM Enterprises, la fachada del número 314 estaba cubierta con un revestimiento de aluminio que fue diseñado para parecerse a una tablilla de madera. Kenneth Sugarman, quien según los documentos de la ciudad fue designado árbitro en una acción entre Marceca y la Asociación Federal de Ahorros y Préstamos de Nassau, vendió esa casa a 314 East 53rd Street Associates en 1989. Al lado, Schaffner había vendido el número 312 en 1986 a John D. Lack, quien a su vez vendió la casa en 1994 a Zarela Martínez.
En 2000, el desarrollador Harry B. Macklowe compró el número 314 y planeó demolerlo para una estructura de apartamentos. Martínez, dueño del número 312, estaba entre los que deseaban que la LPC designara el número 314. Macklowe ya tenía un contrato para comprar el número 314, y la presidenta de LPC, Jennifer Raab, no pudo hacer otra cosa que apelar a Macklowe para que no destruyera la casa donde Macklowe se reunió con Raab y posteriormente acordó ceder el número 314, que fue designado como un hito de la ciudad el 20 de junio de 2000. Raab dijo sobre la designación: "Tenemos suerte de haber tenido la oportunidad de volver a unir a este par, de no volver a separarnos nunca". El número 314 se puso a la venta en 2009 y fue comprado por la familia Fong en 2010. El número 312 fue comprado en 2012 por la familia Nacheman, que puso la propiedad a la venta en 2016.